# ديفيد سيماو
ديفيد سيماو (بالبرتغالية: David Martins Simão‏) (15 مايو 1990 بفرساي في فرنسا - ) هو لاعب كرة قدم برتغالي في مركز الوسط. شارك مع منتخب البرتغال تحت 16 سنة لكرة القدم ومنتخب البرتغال تحت 17 سنة لكرة القدم ومنتخب البرتغال تحت 18 سنة لكرة القدم ومنتخب البرتغال تحت 19 سنة لكرة القدم ومنتخب البرتغال تحت 20 سنة لكرة القدم ومنتخب البرتغال تحت 21 سنة لكرة القدم. أما مع النوادي، فقد لعب مع نادي أروكا ونادي أكاديميكا كويمبرا ونادي باسوش دي فيريرا ونادي بنفيكا ونادي فاتيما ونادي ماريتيمو.

## وصلات خارجية
- ديفيد سيماو على موقع الاتحاد الأوربي (الإنجليزية)
- ديفيد سيماو على موقع قاعدة بيانات كرة القدم.إي يو (الإنجليزية)
- ديفيد سيماو على موقع ليكيب (الفرنسية)
- ديفيد سيماو على موقع Soccerway.com (الإنجليزية)
- ديفيد سيماو على موقع عالم كرة القدم.نت (الإنجليزية)
- ديفيد سيماو على موقع AS.com (الإسبانية)